# River Monsters
River Monsters is een Brits-Amerikaanse televisieserie geproduceerd door Icon Films in Bristol voor Animal Planet. Het is een van de best bekeken programma's in de geschiedenis van Animal Planet en een van de best bekeken series op Discovery Channel.
River Monsters wordt gepresenteerd door bioloog en visser Jeremy Wade die in het programma de wereld rondreist op zoek naar angstaanjagende zoetwaterroofdieren op zoek naar aanwijzingen, ooggetuigen en verhalen over mensen die in het water zijn omgekomen door aanvallen van vissen en amfibieën. Hij probeert in elke aflevering het dier te vangen, te onderzoeken en vervolgens weer los te laten in het water. Zijn doel is om deze zeldzame dieren van uitsterven te redden en om mensen te helpen de waarheid achter de gruwelijke aanvallen op mensen begrijpen.
Heruitzendingen van de afleveringen met bijschriften laten commentaar zien van de presentator over de aflevering. Deze afleveringen worden tegenwoordig uitgezonden onder de titel River Monsters: Unhooked.

## Locaties
De show heeft de kijker meegenomen naar Canada, Duitsland, Spanje, Italië, Schotland, IJsland, Noorwegen, Argentinië, Australië, Nieuw-Zeeland, Papoea-Nieuw-Guinea, India, Japan, Rusland, Suriname, Brazilië, Ethiopië, Oeganda, Zuid-Afrika, Congo-Brazzaville, Mongolië, Guyana, Oekraïne, en de Amerikaanse staten Alaska, Florida, Missouri, Oklahoma, Texas en Vermont.

## Seizoenen
In het eerste seizoen onderzocht Wade verhalen rond de piranha, Bagarius yarrelli (tijdens zijn onderzoek naar een reeks aanvallen door deze vissen langs de rivier de Kali), Atractosteus spatula, Europese meerval, Arapaima, Brachyplatystoma en de stierhaai. Allemaal zijn ze zogenaamd dodelijke wezens gehuld met mysterie. De show richt zich ook op het uitleggen van de voedingsgewoonten, gedrag en de staat van instandhouding.
Seizoen 8 dat in 2015 werd gefilmd en uitgezonden in 2016 focuste zich niet op moordenaars in zoetwaterrivieren, maar verplaatste zich naar de open zee waar onder andere werd gezocht naar inktvissen, kwallen en riemvissen. De aflevering met de riemvissen was de eerste keer was dat deze dieren levend op camera werden vastgelegd.
In februari 2017 zijn de opnames voor het negende seizoen van start gegaan. Op 20 maart 2017 werd bekend gemaakt dat dit het laatste seizoen van de serie zal zijn.